# Positivismo lógico
Positivismo lógico mais tarde chamado de empirismo lógico e também conhecido como neopositivismo, foi um movimento da filosofia ocidental cuja tese central foi o princípio da verificação (também conhecido como o critério de verificabilidade do significado). Também chamada de verificacionismo, essa teoria do conhecimento afirmava que apenas as declarações verificáveis através da observação direta ou da prova lógica são significativas. A partir do final da década de 1920, grupos de filósofos, cientistas e matemáticos formaram o Círculo de Berlim e o Círculo de Viena, que, nessas duas cidades, proporiam as ideias do positivismo lógico.
Florescendo em vários centros europeus através dos anos 1930, o movimento procurou evitar a confusão enraizada na linguagem pouco clara e afirmações não verificáveis, convertendo a filosofia numa "filosofia científica", que, de acordo com os positivistas lógicos, deveria compartilhar as bases e estruturas das ciências empíricas, tais como a teoria geral da relatividade de Albert Einstein. Apesar de sua ambição de reformular a filosofia estudando e imitando a conduta existente da ciência empírica, o positivismo lógico tornou-se erroneamente estereotipado como um movimento para regular o processo científico e estabelecer padrões rígidos sobre ele.
Após a Segunda Guerra Mundial, o movimento mudou para uma variante mais branda, o empirismo lógico, liderado principalmente por Carl Hempel, que, durante a ascensão do nazismo, emigrara para os Estados Unidos. Nos anos seguintes, as premissas centrais do movimento, ainda não resolvidas, foram duramente criticadas por grandes filósofos, particularmente por Willard van Orman Quine e Karl Popper, mas até mesmo, dentro do próprio movimento, por Hempel. Por volta de 1960, o movimento seguiu seu curso. Contudo, a publicação do livro de referência de Thomas Kuhn, A estrutura das revoluções científicas, mudou dramaticamente o foco da filosofia acadêmica. Desde então, o neopositivismo se encontra "morto, ou tão morto quanto um movimento filosófico se torna".

## História
O positivismo lógico surgiu no início do século XX com o Círculo de Viena. No seu início, o Círculo de Viena, liderado por Moritz Schlick, era um grupo de discussão constituído por cientistas e filósofos com o objetivo de criar uma nova filosofia da ciência, com uma rigorosa remarcação do científico e do não-científico. Teve influências de Ernst Mach, Percy Bridgman e Ludwig Wittgenstein, sendo este último autor do Tractatus Logico-Philosophicus, que serviu de inspiração aos membros do Círculo para a construção das suas doutrinas. A partir de 1929, o positivismo lógico começou a ter reconhecimento internacional e já possuía vários defensores, dentre os quais estavam filósofos e cientistas escandinavos, polacos, britânicos, alemães e norte-americanos. Um grupo que se destacou foi o Círculo de Berlim, liderado por Hans Reichenbach, em resposta à metafísica hegeliana.
No fim dos anos 30, os membros do Círculo de Viense dispersaram devido à morte de Schlick, sendo que, na Alemanha, o grupo também se desfez em decorrência do avanço nazista. Enquanto isso, o positivismo lógico estava sendo difundido por Alfred Jules Ayer na Inglaterra.
Após a II Guerra Mundial, as doutrinas do positivismo lógico eram cada vez mais atacadas por pensadores como Willard Van Orman Quine, Karl Popper, Thomas Kuhn, Peter Strawson e Hilary Putnam, chegando à sua total decadência por volta dos anos 60.

## Principais Temas
Como um movimento em reação à filosofia idealista que rondava as Universidades alemãs da época, o positivismo lógico teve como características marcantes a busca por uma ciência unificada, a antimetafísica, por meio do verificacionismo e da definição de conhecimentos analítico e sintético.

### Verificacionismo
Para definir se uma asserção era significativa ou não, os positivistas lógicos se utilizaram do critério de verificacionismo para fazer a demarcação entre o que era científico e o que não era. Assim, uma asserção somente era "cognitivamente significativa" se existisse um procedimento finito para determinar conclusivamente sua verdade. Uma consequência disso, é que afirmações metafísicas, teológicas e da ética falhavam nesse ponto, então eram considerados como "pseudoproblemas".
Mas o problema de saber realmente o que era empiricamente verificável fez surgir algumas vertentes entre os positivistas lógicos. As mais importantes foram o verificacionismo forte e o verificacionismo fraco.
- Verificacionismo forte: afirmava que uma asserção é verificável somente se a sua verdade podia ser conclusivamente estabelecida pelo experimento. Mas essa vertente foi bastante criticada porque era muito restritiva. Principalmente porque não verificava asserções negativas ou universais. Schlick era o maior defensor deste tipo de verificacionismo.
- Verificacionismo fraco: em resposta ao verificacionismo forte, Ayer propôs uma versão mais fraca. Afirmava que uma asserção era verificável se era possível a experiência para torná-la provável. Mas também recebeu críticas por ser abrangente demais.[3]

### Conhecimento analítico e sintético
Utilizando como base a concepção de verificacionismo, os positivistas lógicos consideravam que apenas dois tipos de proposições tinham significado: as proposições analíticas e as proposições sintéticas.
- O conhecimento analítico é tautológico (pode ser explicado por ele mesmo), e portanto pode ser validado a priori. Exemplos disso são a matemática pura e a própria lógica. Para entender melhor, pode-se dizer: "Todo homem solteiro é não-casado". Esta frase é verdadeira, e pode-se comprovar isso apenas analisando os elementos da frase.
- O conhecimento sintético são afirmações sobre o mundo real, e de acordo com os positivistas só pode ser validado a posteriori, ou seja, pela observação. Um exemplo disso é a frase: "Hoje está um dia frio", que é verdadeira somente se tem uma comprovação experimental, que nesse caso, seria o próprio locutor da frase sentindo frio naquele dia.[5]

### Ciência Unificada
Uma outra característica dos positivistas lógicos era que buscavam uma "teoria unificada da ciência", que pudessem usar para defender a ciência e diferenciá-la do que fosse metafísico e religioso, considerado por eles como bobagem não-científica. Eles buscavam o desenvolvimento de uma linguagem comum em que todas as afirmações científicas pudessem ser expressas.
Essa ciência unificada era caracterizada pelo reducionismo, onde se acreditava que tudo podia ser reduzido pelas explicações científicas, criando uma ciência mais fundamental. Alguns positivistas lógicos afirmavam que o desenvolvimento dessa ciência e seus métodos de maneira satisfatória seria aquela que mais correspondesse à física exemplar.

## Críticas ao Positivismo Lógico
As primeiras críticas ao positivismo lógico surgiram quando alguns filósofos afirmaram que seus princípios fundamentais não podiam ser formulados de forma consistente. O próprio critério de verificabilidade não era verificável e, assim, não era consistente. Havia também problemas com as afirmações universais. Por exemplo, a frase "Todos os homens são mortais." não é possível ser verificada, mas é verdade de fato. E isso levou a um enfraquecimento do movimento.
Percebendo o problema, Karl Popper afirmou que o critério de verificabilidade era um termo muito forte para a ciência, e substituiu pelo critério de falseabilidade. Porém, Popper acreditava que o fato de simplesmente substituir o critério de demarcação utilizado pelos positivistas lógicos não era suficiente para manter o movimento, pois o mesmo já estava "morto", devido a muitos outros enganos fundamentais na filosofia positivista.
Outros filósofos também atacaram o positivismo lógico com críticas, como Willard Van Orman Quine, que criticou a distinção entre conhecimentos analítico e sintético e definiu como "dois dogmas do empirismo", e também Thomas Kuhn, que criticou o fato dos positivistas lógicos não darem atenção suficiente para a História da Ciência.

## Estado atual dentro da Filosofia
Após receber várias críticas de alguns filósofos, o positivismo lógico foi cada vez mais "abandonado" pelos seus defensores. Ao final dos anos 60, o movimento já tinha praticamente seu fim. No fim dos anos 70, um de seus principais defensores, Ayer, disse em uma entrevista: "Acho que o mais importante defeito dele... era que quase tudo nele era falso". Mas esse movimento mantém um lugar importante na história da filosofia da ciência como antecedente de filosofias contemporâneas, como o pós-positivismo.

### Pessoas
| Alfred Jules Ayer    | Alfred Tarski       | Carl Gustav Hempel    |
| David Rynin          | Ernest Nagel        | Friedrich Waismann    |
| Hans Hahn            | Hans Reichenbach    | Herbert Feigl         |
| Jan Lukasiewicz      | Karl Raimund Popper | Kazimierz Ajdukiewicz |
| Kazimierz Twardowski | Kurt Grelling       | Ludwig Wittgenstein   |
| Moritz Schlick       | Otto Neurath        | Philipp Frank         |
| Stanislaw Lesniewski | Tadeusz Kotarbinski | Thomas Kuhn           |